# Georges Aeby
Georges Aeby (ur. 21 września 1913 we Fribourgu, zm. 15 grudnia 1999) – piłkarz szwajcarski grający na pozycji napastnika. W reprezentacji Szwajcarii rozegrał 39 meczów i strzelił 13 bramek. Jego brat, Paul Aeby, także występował w kadrze narodowej.

## Kariera klubowa
Karierę piłkarską rozpoczął w klubie FC Biel-Bienne. Zadebiutował w nim w sezonie 1930/1931. W 1933 roku odszedł do Servette FC. W sezonach 1933/1934 oraz 1939/1940 wywalczył z Servette dwa tytuły mistrza Szwajcarii.
W 1942 roku przeszedł do FC Lausanne-Sport. Grał w nim do końca sezonu 1948/1949. W sezonie 1943/1944 wywalczył z klubem z Lozanny mistrzostwo Szwajcarii. W tym samym sezonie zdobył też Puchar Szwajcarii. W latach 1949–1952 grał w zespole Urania Genève Sport. W nim też zakończył swoją karierę.

## Kariera reprezentacyjna
W reprezentacji Szwajcarii zadebiutował 17 marca 1936 w przegranym 0:1 towarzyskim meczu z Irlandią, rozegranym w Dublinie. W 1938 roku został powołany do kadry na mistrzostwa świata we Francji. Na tym turnieju zagrał w dwóch meczach: w 1/8 finału z Niemcami (1:1, a następnie 4:2). Od 1936 do 1946 roku rozegrał w kadrze narodowej 39 meczów, w których strzelił 13 goli.